# Brockhurst Observatory
Das Brockhurst Observatory, auch Hanbury’s Observatory genannt, war eine 1909 erbaute, gut ausgestattete Privatsternwarte im südenglischen East Grinstead, West Sussex. Sie diente auch der Forschung und der Erstellung eines Nebelkatalogs. Vor ihrer Schließung 1940 wurde sie vom jungen Patrick Moore (1923–2012) betrieben, den diese Aufgabe zur Astronomie brachte.

## Geschichte
Im Jahr 1908 kaufte Frederick Janson Hanbury (1851–1938) das Brockhurst-Anwesen in East Grinstead an der Grenze zu Ashurst Wood. Hanbury, der sein Geld als Seniorpartner beim Pharmaunternehmen Allen & Hanburys gemacht hatte, stammte aus einer Familie leidenschaftlicher Gärtner, beispielsweise war sein Cousin Thomas Hanbury; Frederick Janson Hanbury selbst war Fellow der Naturforscher-Gesellschaft Linnean Society. Neben Steingärten und Pleasuregrounds errichtete Hanbury 1909 auch ein Observatorium auf seinem Grundstück.
Ausgestattet war das Observatorium mit einem Cooke 6⅛-inch-Refraktor (155 mm) mit einer Brennweite von 82 inches (208 cm), einem Troughton & Simms 2¾-inch-Passageninstrument und einer kleinen Bibliothek. Daneben befand sich in einem separaten Gebäude bis 1930 ein Bush 24-inch-Reflektor (600 mm) mit einer Apertur von f/4 auf einer äquatorialen Montierung. Als meteorologischen Messinstrumente waren vorhanden sechs Thermometer, ein Sonnenscheinautograph und ein Niederschlagsmesser. Die meteorologischen Daten wurden täglich an die Lokalzeitung und jährlich an Hugh Robert Mills British Rainfall übermittelt.
Als ersten Direktor bestimmte Hanbury William Sadler Franks (1851–1935), der dieser Einladung 1910 folgte. Franks Aufgabe bestand darin, die Instrumente für die Gäste von Hanbury bereitzuhalten, um diesen verschiedene astronomische Objekte zu zeigen. Die restliche Zeit war ihm freigestellt für eigene Beobachtungen. Neben seinen Untersuchungen zu den Farben der Sterne, die er seit den 1870er Jahren betrieb, widmete sich Franks am Brockhurst Observatory auch der Beobachtung von Nebeln, Planeten und Doppelsternen. Dort bearbeitete er auch die Revision des Indexkatalogs von Johann Georg Hagen von der vatikanischen Sternwarte.
Der spätere Astronom und Fachbuchautor Patrick Moore (1923–2012) war am 21. August 1933 im Alter von 10 Jahren zusammen mit seiner Familie zum ersten Mal Gast bei Hanbury. Er übernahm nach dem Tod von Franks die Leitung des Observatoriums. Nach Hanburys Tod wurde es 1939 abgebaut und der Cooke-Refraktor für £40 verkauft. Franks umfangreiche  Beobachtungsbücher wurden an Moore übergeben.